# Pohádky z mechu a kapradí
Pohádky z mechu a kapradí (často lidově označováno také jako Křemílek a Vochomůrka) je československý animovaný televizní seriál z roku 1968 vysílaný v rámci Večerníčku. Námětem byla stejnojmenná kniha spisovatele Václava Čtvrtka, ve které jsou příběhy hlavních hrdinů Křemílka a Vochomůrky sepsány. Postavy nakreslil Zdeněk Smetana a namluvila je Jiřina Bohdalová. Hudbu složil Jaroslav Celba, který se Smetanou spolupracoval už počátkem 60. let na filmu Jediná radost a na Štaflíkovi a Špagetce. Epizody většinou nemají kompletně originální soundtrack, doprovodné Celbovy skladby byly nahrány dopředu a do epizod vloženy podle nálady individuálních scén.
Bylo natočeno celkem 39 dílů po 7 minutách. První řada o 13 epizodách vznikla ještě v černobílém provedení a první díl „Jak Křemílek a Vochomůrka zasadili semínko“ byl v premiéře odvysílán 6. října 1968. Po úspěchu této řady televize pořídila v roce 1970 další třináctidílnou řadu.
V roce 2014 Česká televize oznámila záměr postupně do roku 2017 kolorovat všechny původně černobílé díly. Prvních sedm dílů se při digitální restauraci dočkalo nových barev, vysokého rozlišení a formátu 16:9 na podzim roku 2018.
Další aktualizace se seriál dočkal v roce 2020. Epizody byly digitálně remasterovány, dočkaly se upscalingu, korekce barev a vyčištění zvuku pro lepší komfort diváka.

## Zajímavosti
22. června 2018 vydala Česká mincovna sérii sběratelských mincí s názvem Pařezová chaloupka. Série zobrazuje Křemílka, Vochomůrku a jejich chaloupku. Do prodeje byly dány stříbrné i zlaté mince s cenami v rozmezí od 950 do 5 950 Kč.
Roku 1974 úvodní znělku nazpíval Karel Gott jako píseň Cestu znám jen já.

## Další tvůrci
- Animace: Jindra Bárta, Antonín Bureš, Mirko Kačena, Věra Kudrnová, Milada Skořepová, Květa Frankenbergerová, Miroslav Walter, Adolf Hamrlík
- Výtvarník: Zdeněk Smetana

## Přehled dílů
1. Kterak seřídili hodiny s jednou ručičkou
2. Otvírání studánky
3. Kterak pudrovali jahody
4. Jak rozškrtli ohnivého mužíčka
5. Jak pekli a upekli koláč
6. Jak dostali račí sklíčko
7. Jak hostili myšáka
8. Jak rozbili medákovi sluníčkovou basu
9. Jak našli poklad
10. Jak vezli na sáňkách vejce
11. Kterak pekli kaštany
12. Jak přivedli domů světýlkovou vílu
13. Jak zpívali koledu
14. Jak Křemílek a Vochomůrka zasadili semínko
15. Jak Křemílek a Vochomůrka vařili šípkový čaj
16. Jak Křemílek a Vochomůrka měli hodiny se zlou kukačkou
17. Jak Křemílek a Vochomůrka šili kalhoty
18. Jak Křemílek a Vochomůrka nevěděli, co se děje
19. Jak Křemílka a Vochomůrku málem popadl drak
20. Jak Křemílek a Vochomůrka měli trápení s rakem
21. Jak Křemílek a Vochomůrka zabloudili v bedlovém lese
22. Jak šel Křemílek a Vochomůrka na pařezy
23. Jak si Křemílek a Vochomůrka ani nelízli povidel
24. Jak Křemílek a Vochomůrka hráli maličké víle
25. Jak Křemílek a Vochomůrka jedli kaši
26. Jak Křemílek a Vochomůrka přišli ke dvěma pěkným panenkám
27. Jak Křemílek a Vochomůrka šli pro první jarní pochutnání
28. Jak Křemílek a Vochomůrka honili basu
29. Jak Křemílek a Vochomůrka pozdravili myšku Filipku
30. Jak Křemílek a Vochomůrka našli pod borůvkou housličky
31. Jak si Křemílek a Vochomůrka udělali houpačku
32. Jak Křemílek a Vochomůrka učesali vílu
33. Jak Křemílek s Vochomůrkou vezli čtyři velké kameny
34. Jak Křemílek a Vochomůrka seděli na vajíčkách
35. Jak Křemílek a Vochomůrka měli trápení s drozdem
36. Jak Křemílek a Vochomůrka vystřelili z kanónu
37. Jak Křemílek s Vochomůrkou zatopili až druhou sirkou
38. Jak Křemílek a Vochomůrka hledali pět peněz
39. Jak Křemílek a Vochomůrka udělali obrovi píšťalku,